# Tío Parrilla
Manuel Fernández Moreno, conocido artísticamente como Tío Parrilla (Jerez de la Frontera, 1904-1980),en el barrio de Santiago ,en la calle Nueva . fue un bailaor, tocaor y cantaor gitano  de flamenco, que llegó a desarrollar su arte hasta que finalmente perdió la voz,

## Biografía
Nacido en la ciudad de Jerez de la Frontera, Cádiz en el año 1904. Fue un artista de singular personalidad, hijo de Juanichi el Manijero y padre de Parrilla de Jerez, Juan Parrilla —tocaores— y Ana Parrilla —bailaora—. Falleció en 1980.